# أوراق لعب على الطاولة
أوراق لعب على الطاولة (بالإنجليزيَّة : Cards on the Table) هي رواية لأجاثا كريستي تقوم على أربعة أشخاص يلعبون الورق في غرفة كبيرة، ويَجلس مُضيفهم الخبِيث السيد شيتانا بعيداً عَنهم بِالقرب مِن المَوقِد، جَمِيعهم لَدَيْهِ الفُرصةُ لِقَتله أَثناء اِنشِغال الآخرين بِاللعب وَجَمِيعهم لَدَيْهِ الدَّافِع لِقتله. أَحَدُهم يُقُومُ بِقَتلهِ بِجُرأةٍ كَبيرة وتحكُّم عالٍ بِالأعصاب فاصلة ولكن الجريمة بدون أيِّ دَلِيل مادي . لَكِن هيركيول بوارو في النهاية يقوم باكتشاف القاتل الحقيقي عن طريق البحث في الماضي البغيض لِهؤلاء الأربعة، والذي كان السيد شيتانا يعرفه ويُهدِّدهم بكشفه .
أصدرت هذه الرواية عام 1936م وأنتجت حلقة لّها عام 2005م في مسلسل تلفزيوني في الموسم العاشر حلقة الثانية من بطولة ديفيد سيجت.
- ترجم الاديب الراحل عمر عبد العزيز أمين الرواية تحت عنوان «القاتل الرابع» ونشرت من دار ميوزيك للطبع والنشر. وتحمل الرواية الرقم (67) ضمن السلسلة.
- ترجم علي الجوهري الرواية تحت عنوان عشاء «القتلة.. والأوراق فوق المنضدة» ونشرت من مكتبة ابن سينا للطباعة والنشر.

## ملخص الحبكة
يستضيف السيد الغامض شيناتا حفل عشاء غير اعتيادي. كان من بين ضيوفه أربعة من الشرطة السرية- هيركيول بوارو، والعميد السري الكولونيل ريس، وكاتبة الروايات البوليسية السيدة أريادني أوليفر، والمشرف باتل من سكوتلاند يارد، وأربعة أشخاص يُشتبه أنهم تورطوا بعمليات قتل في ماضيهم هم -الدكتور روبيرتس، السيدة لوريمر، الآنسة ميريديث الشابة، والرائد ديسبَرد. يذهب الضيوف بعد العشاء ليلعبوا لعبة بريدج (لعبة ورق)، يلعب أفراد الشرطة السرية في غرفة واحدة، بينما يلعب الآخرون في غرفة أخرى يرتاح فيها شيتانا. بعدما انتهى الشرطة السريون من لعبتهم، يجد بوارو وريس شيتانا مطعونًا في صدره، باستخدام سلاحٍ من مجموعة أسلحته. بما أنه وجه اتهامات مبطنة عن كيف يمكن أن يُقتل الشخص أثناء عمله، فقد شكّت الشرطة السرية أن يكون واحد من الضيوف الأربعة هو من ارتكب الجريمة. ينكر كل منهم ذلك عندما يُستجوبون. يأخذ بوارو أوراق تسجيل النقاط التي سجلوا عليها لعبة البريدج التي كانوا يلعبونها.
في سعيهم لمعرفة الدافع والأسباب النفسية وراء عملية القتل، تكتشف الشرطة السرية ارتباط موت شخص بكل واحد من المشتبه بهم- السيدة كرادوك، وهي زبونة للدكتورة روبرتس، خسرت زوجها على إثر إصابته بمرض الجمرة الخبيثة، في حين ماتت هي بعده بسبب مرض مُعدٍ بالدم عندما كانت في الخارج؛ وتوفي لوكسيمور الاختصاصي في علم النبات فجأة بسبب الحمى، عندما كان يعمل ديسبرد دليلًا له داخل غابات الأمازون؛ وتوفيت امرأة كبيرة في السن نتيجة حادثة تسمم، عندما كانت ميريديث تعمل لديها؛ وتوفي زوج السيدة لوريمر مسمومًا. ترتفع حدة التوتر بين المُشتبه بهم خلال التحقيقات، وتصبح ميريديث قلقةً وخائفة، على الرغم من عرض الدعم عليها من قبل أوليفر ولوريمر وديسبارد. لاحقًا، يزور بوارو لوريمر، التي تعترف له بأنها قتلت زوجها وبأن لديها حالة مرضية طرفية. تعترف بعدها بارتكاب جريمة القتل، لكن بوارو يرفض تصديق ذلك، ظنًّا منه أنها تريد حماية ميريديث. في الصباح التالي، يعثر روبرتس على لوريمر ميتةً، إذ انتحرت تاركةً ملاحظةً، تعترف فيها بأنها هي من ارتكب جريمة القتل.
في ذلك الصباح نفسه، قررت ميريديث اصطحاب زميلتها في الشقة، رودا داويس، إلى قارب في النهر المجاور، حيث كانا ينتظران زيارة من ديسبرد. ذهب بوارو وباتل، الذين شكّا بحدوث عملية قتل أخرى، إلى كوخها ووصلا بعد ديسبرد، ليشاهدا محاولة ميريديث إغراق داويس. بعد انهيارها، يُنقَذ كلاهما؛ وتنجو داويس بينما تموت ميريديث على إثر الحادثة. يدعو بوارو كل من داويس والشرطة السرية والمشتبه بهم الباقين إلى حفلة عشاء في شقته، من ثم يتهم الدكتور روبرتس بقتل كرادوك- تبين من خلال زيارة للمنزل، أن فرشاة حلاقة الزوج ملوثة بالباكتيريا المسببة للجمرة الخبيثة، بينما أُصيبت السيدة كرادوك بعدوى فيروسية عند أخذها للقاحات المضادة للتيفوئيد أثناء وجودها برحلة في الخارج. قُتل شيتانا لأن روبرتس ظنّ أن الكلمات التي قالها على العشاء كانت تلميحًا على جريمته، في حين أنه قتل لوريمر لتكون كبش الفداء لذلك- إذ توفيت بسبب حقنة قاتلة أثناء التخدير. على الرغم من أن روبرتس اعترض على ذلك، لكنه في النهاية اعترف عندما كشف بوارو عن وجود عامل تنظيف نوافذ شاهد حادثة قتل لوريمر، وأوضح له باتل أن الشرطة لديها قضية قوية ضده.
يشرح بوارو لاحقًا أنه استند في نظريته على ذكريات روبرتس عن لعبة البريدج- إذ استطاع تذكر القليل منها، باستثناء الفوز الساحق الذي حققه، لكنه تذكر الكثير عن مخطط الغرفة التي لعبوا فيها. كان ذلك على النقيض تمامًا من ما تذكره باقي المشتبه بهم. إضافة إلى ذلك، عُثر على آثار إبرة حقن تحت الجلد في جثة لوريمر. ولكي يحصل بوارو على اعتراف روبرتس، استأجر ممثلًا ليلعب دور الشاهد الذي قدمه. كشفت تحقيقات الشرطة لاحقًا أن ميريديث قتلت مديرتها في العمل عندما اكتشفت سرقتها التافهة وأنها كانت تنوي قتل داويس، بينما يكشف بوارو أن ديسبرد لم يقتل لوكسيمور- كشف هو وزوجة لوكسيمور أن الاختصاصي في علم النبات أُصيب بالحمى، لكنه مات في حادثة إطلاق نار. بعد حل جريمة القتل، يُقاضي ديسبرد رودا.

## الشخصيات البارزة
الشخصيِّات البارزة في تمثيل الحلقة
| اسم الشخصية              | اسم الممثل (ة) .  | الدور .        | نبذة .                                                                        |
| ------------------------ | ----------------- | -------------- | ----------------------------------------------------------------------------- |
| هيركيول بوارو .          | ديفيد سيجت .      | محقق .         | المحقق الخاص الشهير المعروف بذكائه .                                          |
| أريادني أوليفر .         | زوي أناماكر .     | محقق .         | كاتبة روايات بوليسية فاصلة تُذكِّرنا بأجاثا كريستي ومن أشهر محققيها زفن هيرسون . |
| السيد شيتانا .           | ألكسندر سدغ .     | الضحية .       | من هواة جمع الأشياء النادرة بما في ذلك القتلة .                               |
| السيدة كرادوك .          | زيغي إليسون .     | شخصية ثانوية . | تُوفِّيَة في مصر بسبب تعفن الدم .                                                 |
| المشرف جيم ويلر (باتل) . | ديفيد ويسذيد .    | محقق .         | ضابط شرطة من سكوتلاند يارد عديم الإحساس .                                     |
| العقيد ريس هيوز .        | روبرت بف .        | محقق .         | وكيل المخابرات السرية .                                                       |
| الرائد ديسبَرد .          | تريستان جِمل .     | مشتبه به .     | مستكشف ماهر وهو من كتب كتاب "قصيدة الأمازون الرعوية" .                        |
| السيد لكسمور .           | فيليب بوين .      | شخصية ثانوية . | مستكشف تُوفِّي في ظروف غامضة .                                                   |
| ليلى (السيدة لكسمور) .   | كورديليا بوغيجا . | شخصية ثانوية . | مستكشفة رحلت مع زوجها وجاءت بدونه .                                           |
| السيدة لوريمر .          | ليزلي مانفيل .    | مشتبه بها .    | لاعبة بريدج ماهرة شديدة الملاحظة ونتيجة لذلك لا ترى ما يدور حولها .           |
| جيفري لوريمر .           | ذُكر فقط .         | شخصية ثانوية . | زوج السيدة لوريمر المتوفي .                                                   |
| الطبيب روبرتس .          | أليكس جينينغز .   | مشتبه به .     | طبيب ناجح .                                                                   |
| الآنسة بورغيس .          | لوسي ليمون .      | شخصية ثانوية . | السكرتيرة المخلصة للطبيب روبرتس .                                             |
| آن ميريديث .             | ليندزي مارشال .   | مشتبه بها .    | فتاة شابة وجميلة .                                                            |
| هربرت ميريديث .          | ذُكر فقط .         | شخصية ثانوية . | والد آن المتوفي .                                                             |
| رودا داويس .             | هوني سكل ويكز .   | شخصية ثانوية . | أفضل أصدقاء آن وتسكن معها أيضاً .                                              |
| سيرج ميرو .              | دوغلاس ريث .      | شخصية ثانوية . | مصور ومالك لإحدى متاجر التصوير الفوتوغرافي .                                  |
| السيدة إيلدون .          | ذُكرت فقط .        | شخصية ثانوية . | ذهبت آن لها لتعمل مربية .                                                     |
| السيدة ديرينغ .          | ذُكرت فقط .        | شخصية ثانوية . | ذهبت آن لها .                                                                 |
| السيدة بينسون .          | غ.م .             | شخصية ثانوية . | عمة رودا، تُوفِّيت بسبب تناولها السم .                                           |

وجود منزل يُطلق عليه كروسوايز .

## الأماكن المذكورة
- لندن .
- قصر الحمراء .
- بونتفراكت .
- إسبانيا .
- الأمازون .
- نهر التايمز.
- مطعم ويلتون .
- مصر .
- فندق مينا بالاس .
- سويسرا .
- أمريكا الجنوبية .
- هاروغيت .
- غابة فينتور .
- جزيرة وايت .
- ديفون .
- ديفونشاير .
- نهر النيل .
- شارع هارلي .
- واترلو .
- شارع بيكادلِّي .

## العاملون على الحلقة التلفزيونية
- سيناريو : نيك دير.
- المنتج : تريفور هوبكنز.
- المخرجة : سارة هاردينغ.